# MBK 51
Motobécane 51
La Motobécane type 51, abrégée couramment la "51", devenue MBK 51 après 1985, est une mobylette lancée par Motobécane en 1978. Elle dérive directement de la classique type 50 des années 70 (coloris bleu ciel, orange, jaune, grise ou blanche selon les variantes et années) dont elle reprend le cadre éprouvé et la robuste construction métallique. Outre un look modernisé, elle est dotée d'un nouveau moteur à deux temps, l'AV10, rendu plus puissant par une boîte à clapets d'admission sur le carter et un 3e transfert. Cette mobylette impressionnait encore la jeunesse des années 1990. La production se termine en 2002 mais beaucoup de ces machines sont encore en circulation aujourd'hui et certains modèles, comme la Magnum ou encore les chopper West et New West et les 51 Super demeurent très connus. La 51 reste un modèle très apprécié pour ses performances et sa fiabilité mais aussi son côté souvenir et nostalgie.

## Histoire
Tout à la fin des années 1970, l'entreprise Motobécane, qui venait d'absorber Vélosolex en 1974, redoublait de vitalité. Cherchant à renouveler une gamme datant du début de la décennie, Motobécane lance une floppée de nouveaux modèles dont la 51 qui sort en 1978 et remplace la 50 qui sera produite jusqu'en 1979. Motobécane axe une grande partie de sa campagne publicitaire sur le nouveau moteur "AV10" à trois transferts et clapets d'admission avec dans le viseur, le 103 de Peugeot sorti en 1971. Ainsi, en 1978, Motobécane intègre le 51 comme fleuron de sa nouvelle gamme composée de :
- la Motobécane 41, dérivée de la type 40. Il s'agit d'une version light de la 51 : même motorisation moderne (moteur AV10) disponible avec ( version V ) ou sans variateur ( version S ). Elle ne dispose pas de suspension arrière ni de la carrosserie en plastique autour du réservoir qui caractérisait les premières 51 ;
- la Motobécane M7[5]. Il s'agit d'un modèle léger destiné à la jeunesse avec le réservoir sous le porte-bagage. La "7" se base sur un cadre de conception nouvelle très dégagé sous la selle et avec un centre de gravité bas tout en reprenant le moteur AV7 des "bleues";
- La Motobécane 92GT, qui reprend le moteur AV10 accouplé à un double variateur;
- La Motobécane 99Z, summum de la gamme niveau équipement équipée d'un moteur à contre-piston;
- La Motobécane 95TT, tout-terrain équipé du moteur de la 99Z et sa soeur la D55TT avec bloc moteur 5 vitesses;
- Et les modèles "classiques" comme les AV88, AV89, etc.

Néanmoins, en 1983 Motobécane fait faillite. Bien que changeant de nom pour devenir MBK Industrie en 1984 puis malgré la reprise de l'entreprise par Yamaha en 1986, la 51 apparaît rétrospectivement comme le chant du cygne du plus grand fabricant français de cycles et motocycles. MBK conservera la 51 au catalogue jusqu'en 2002, après 24 ans de carrière.

## Construction
Le cadre de la série 51 est dérivé de celui de la famille des 50. C'est une structure acier monocoque incluant un réservoir de forme ovoïde et allongée dans le tube diagonal. Une réserve d'essence de secours était prévue. Toutes les versions disposaient d'amortisseurs à l'arrière, plus inclinés que sur la série 50. Selon les modèles, ils étaient à ressort cachés, ressorts apparents pour les gammes « jeunes » et certaines séries haut de gamme ont même eu droit en série à des amortisseurs hydrauliques à bonbonne de gaz séparée.
Le bras oscillant est de section ronde et se voit équipé dans les années 1980 d'un système d'antivol à barre. Certaines versions sportives bénéficiaient d'un bras de section rectangulaire, réputé plus rigide, suivant la mode du Peugeot 103 SPX. Cette option s'est généralisée vers la fin de la production.
La fourche est, sur les modèles standards, une évolution de celle des années 1950 avec coulisseaux proches de l'axe de roue. Le phare est alors trapézoïdal. Mais à la fin des années 1970 apparait une fourche « Sport », équipée d'un phare rond suivant la mode de l'époque. Certaines versions sportives ont bénéficié d'un kit carrosserie et d'une tête de fourche carénée. Les fourches n'étaient pas hydrauliques, seule la graisse freinait le débattement.
Les roues étaient à rayons sur les premiers modèles ainsi que sur les séries utilitaires. Sont apparues en 1979 des jantes à bâtons en aluminium "Polymécanique" fabriquées par Motobécane sur le modèle 51 Super, suivant la mode "Sport" puis, ultérieurement, des jantes provenant de nombreux fournisseurs comme "Leleu" ou "Grimeca".
Le freinage était assuré par des tambours à commande par câble dont le diamètre et l'efficacité n'ont cessé d'augmenter au cours de l'histoire, sans égaler les freins à disques dont seuls quelques rares modèles destinés à la course ont été équipés de série
Le moteur AV10 de la famille 51 est un dérivé lointain du vénérable bloc AV7 des années 1950. Il inaugurait cependant une forte évolution technique avec admission par clapets dans le carter et trois transferts. La puissance était en augmentation de 2 à 3 chevaux DIN. Au milieu des années 1980, un allumage électronique s'est répandu améliorant grandement la fiabilité, puis un système de refroidissement par liquide de série sur certaines gammes. Les carburateurs de diamètre 12 mm ont vu leur taille augmenter vers 14 mm.
Les pots d'échappement de forme « tromblon » à l'allure typique ont été progressivement remplacés par un pot de détente de type « Cobra ».
Vers le milieu des années 1980, le système de démarrage est devenu à kick sur les versions sportives abandonnant le pédalage quand la réglementation des cyclomoteurs le permit.
Toutes les 51 (excepté la version S d'entrée de gamme de 1978 à 1980 et certains modèles Club ) bénéficiaient d'une transmission à variateur de vitesse automatique appelé "Mobymatic" qui équipait déjà le moteur AV 7 et d'une tension de courroie automatique par ressort dit "moteur flottant".

## Modifications
Afin d'être conforme à la législation française, notamment pour pouvoir être conduit sans permis ou avec le seul BSR, sa vitesse de pointe était volontairement bridée à 45 km/h. Mais, comme son homologue la Peugeot 103 ou comme n'importe quel cyclo, la plupart ont fait l'objet de modifications pour augmenter sa vitesse de pointe, allant du simple débridage en remplaçant le pot d'échappement à l'installation des kits de toutes cylindrés (70 à 80 cm3), en passant par les gros carburateurs (17, 19 voire 21 mm).
Ces engins pouvaient facilement dépasser les 60 km/h simplement en les débridant, mais pouvaient également dangereusement dépasser les 100 km/h une fois modifiés à l'extrême.
À noter également que les compteurs de ces mobylettes donnaient volontairement des indications farfelues tout comme les compteurs de 103, soit 15 voire 20 km/h de plus par rapport à la vitesse chrono (soit 60–65 km/h compteur pour une vitesse réelle de 45 km/h) Ceci était une astuce marketing des fabricants pour séduire une clientèle majoritairement jeune férue de vitesses et de performances.

## Quelques modèles
Voici un petit historique des versions de la 51 :
Période "Motobécane" :
- 51 S,V,VS,VL,VLC : gamme originelle de 1978, versions "classiques" à vocation utilitaire. Toutes équipées du variateur ( excepté la S ), la VLC dispose de clignotants. La 51V est la variante "utilitaire" restante à partir de 1985 jusqu'à 2002;
- 51 Trail (1978-1980) : version tout-terrain assemblée avec les restes du stock des pièces de type 50 ( cadre, carters identiques );
- 51 Mobcross (1979-1981) : version tout-terrain sortie pour promouvoir la discipline du "mobcross" inventée par Motobécane[8];
- 51 Super (1979-1988) : Sortie en 1979 pour moderniser l'image de la 51. Modèle avec jantes à bâtons en aluminium et présentation allégée plus "dynamique". Déclinée en Super Blue, Super Black, Super SL...;
- 51 Le Mans (1981) : version diffusée en série confidentielle, première "série limitée" de la 51;
- 51 West, New West, White Horse, Copper Black (1981-1986): quatuor de choppers produits de 1981 à 1987. Chaque version dispose de sa particularité :  la White Horse est toute blanche, la Cooper Black cuivrée et noire, la New West reprend un décor "têtes d'indiens"...;

Période "MBK" à partir de 1985 :
- 51CF (1985-1988) : CF pour "Championnat de France", premier nouveau modèle de l'ère MBK, version civile du modèle de compétition.
- 51S (1986-1987) : S pour Sport, premier modèle sorti sous l'ère MBK. Présentation sport avec jantes "Leleu" de Peugeot 103. A ne pas confondre avec la "S" sans variateur;
- 51 Lee Cooper (1987) : déclinaison de la 51S avec décors autocollants style "jean's" Lee Cooper;
- 51 Daytona Cruiser (1987-1990 ) : version modernisée des chopper "West" avec kick et décors chromés, version limitée;
- 51 Red Light (1987) : version limitée typée "sport", précurseur du "Rock";
- 51 Rock (1987-1989) : modèle avec kick, repose-pieds et jantes 3 bâtons;
- 51 Magnum (1987-1993) : modèle mythique et sportif, première 51 à refroidissement liquide ( système AFS ), reprend déco du Rock;
- 51 Sport (1988-89) : série rare, Rock avec décors différents et jantes "Leleu";
- 51 Swing (1988-1999) : modèle avec selle basse et kick,
- 51 Magnum Racing (1988-1996, avec tête de fourche et selle racing, relookée en 1996[9]) ;
- 51 Rock Racing (1991-1993) : Une Magnum Racing mais avec le moteur refroidissement à air ... ( ROCK : air / MAGNUM : eau) ; au catalogue très peu de temps, elles sont aujourd'hui plus rare que les MR1
- 51 Evasion (1989-1999) : avec tête de fourche et carénages en plastique;
- 51 Passion (1989-1999) : idem à l'Évasion mais avec refroidissement liquide) ;

- 51 Mag Max (1990-1999) : guidon racing et coloris exclusif, refroidissement liquide AFS, bras oscillant rectangulaire, nommé aussi LTD Magnum;

- 51 J (1990) : modèle à mi-chemin entre la 51V et la série Club;
- 51 Club et dérivés (1991-2002) : voir catégorie suivante

- 51 Hard Rock (1991-2002 ) : nouvelle version de la Rock avec bras oscillant carré et béquille latérale
- 51 Roadster (1997-1998 ) : dernier "custom" de la gamme : chromes, jantes 60 rayons, phare et compteur « obus », guidon « racing », selle longue, double barre de renfort, etc.;
- 51 Magnum Racing et Magnum Racing XR (1996-2002) : version sport restylée de la Magnum Racing; disponible avec frein à disque; XR pour refroidissement liquide, à partir de la seconde version de la Magnum Racing, seul les XR sont à refroidissement liquide

Série "Club" :
- 51 Club (1991-2002) : modèle entrée de gamme sans variateur;
- 51 Club Salsa (1991-1995) : proposant de nombreux équipements en option) ;
- 51 Club VR (1995-2002) :avec variateur à la place d'un embrayage) ;
- 51 Club VR Mexican Style (1996) puis Club VR Tex Mex (1996-2002) : variateur et jantes à cinq bâtons;
- 51 Club Limited (2002) : bleu nuit, jantes à rayon et un diffuseur d'air sous le réservoir comme le modèle Évasion ou XR moteur à air;
- 51 Club Jazz (1991-1995) puis Jazz (1996-1999) : un des rares modèles avec des clignotants de série, premier modèle de la gamme Club avec feu stop, compteur et porte-bagage chromé);
- 51 Club Swing (1997-2002) : mélange de la Club et de la Swing, avec démarrage au kick et jantes à cinq bâtons);
- 51 City Club (2001-2002) : reprend la Club de base avec davantage d'équipements de série : feu stop, clignotants, compteur, etc.).

La dernière 51 à sortir d'usine est une 51 Hard Rock, le 26 novembre 2002.
À partir de 2002 et l'arrivée de la norme Euro 2, le marché des cyclomoteurs traditionnels type "mobylette" est considérablement affaibli. La gamme 51 est remplacée par trois nouveaux modèles au cadre remodelé et fabriquées en Turquie par Beldeyama : les Dakota, Kansas et Phénix, dont la production est arrêtée en 2008.

## Curiosité

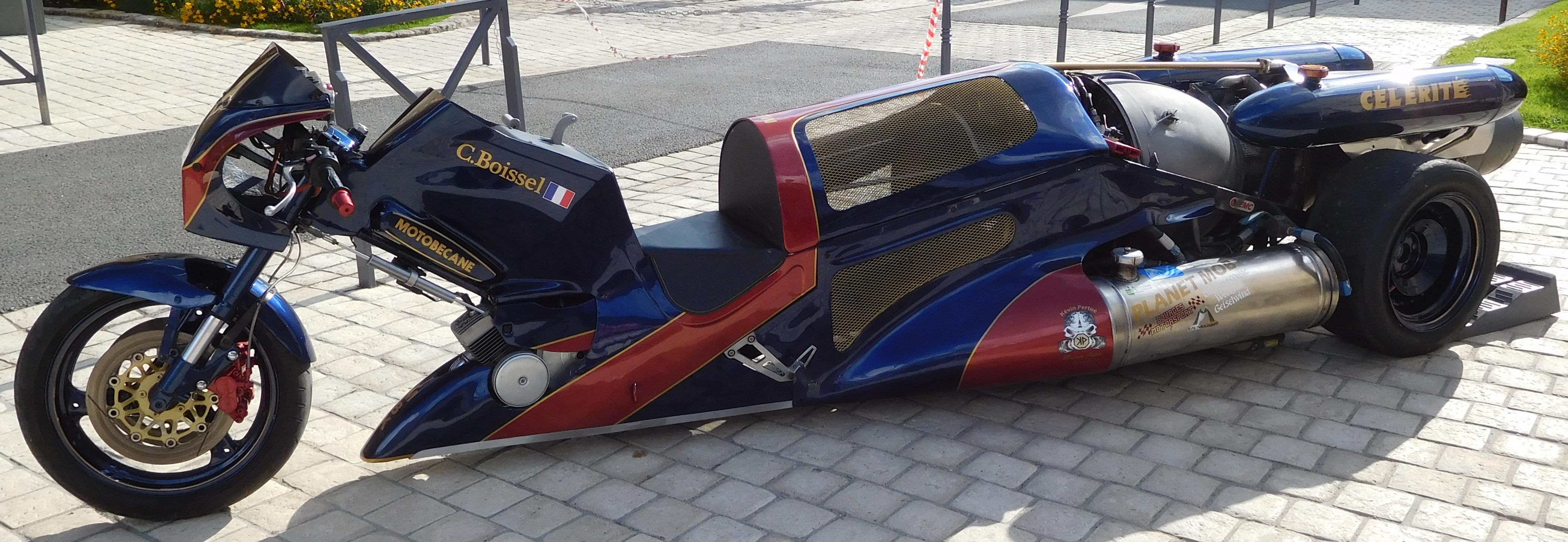
Jet-trike Célérité.

Célérité, de Gilles Moussaoui et Claude Boissel, est une mobylette dragster basée sur le cadre d'une MBK 51, dotée d'un turboréacteur Marboré II à postcombustion de 2 500 ch, qui a atteint 375 km/h,.